# Црква Светог Николаја у Лалинцу
Црква Светог Николаја у Лалинцу један је од храмова Архијерејског намесништва сврљишког у саставу Епархије нишке у Општини Сврљиг. Подигнута је 1925. године у стилу карактеристичном за период између два светска рата, када су у Србији цркве морале бити подизане са  особеним српским обележјима.

## Положај
Црква Светог Николаја се налази на крају села Лалинац, раније сточарско-ратарском, а данас ратарском, сеоском насељу збијеног типа, у северо-западном делу Сврљишке котлине, на надморској висини од 420 m, у додиру кречњачких страна и језерског пода, с обе стране регионалног пута који повезује Сврљишку, Алексиначку и Нишку котлину, 11 кm северо-западно од Сврљига. Поред села протиче Лалинска река, лева притока сврљишког Тимока.
Црква опслужује вернике 12 махала (Дринци, Младенићи, Ценици, Власи, Качкетари, Пасуљци, Ламинци,Врдићи, Бранковци, Грци, Јонићи и Митерци).

## Историја
Село Лалинац спада у стара села, а први пут се помиње у турском попису из 15 века под називом Лалинче (са 30 кућа). Становништво је српско (слави Петровдан, Трнову Петку и др.).
За цркву посвећену Успењу Пресвете Богородице у селу Лалинцу у Шематизму нишке епархије за 1900. годину пише да је стара црква највероватније саграђена у време динстије Немањића.
Данашњи изглед црква је добила 1925. године. Том приликом је старој оронулој цркви готово у потпуности промењен првобитни изглед.
Храм је други пут обновљен 2003. године.

## Изглед
Црква Светог Николаја је једнобродна грађевина са полукружном олтарском апсидом и звоником над припратом. Зидана је од притесаног камена и опеке, а препокривена је црепом.

Грађен је у стилу карактеристичном за период између два светска рата...
...када су у Србији Цркве морале бити подизане са „особеним српским обележјима“,на чему је инсистирала и Црква и Држава, сагледавајући у томе могућност истицања националног интереса. Тај српско- византијски стил у овом периоду постаје државна уметност, односно званични архитектонски стил. Пројекти за Цркве у Србији рађени су у Министарству грађевина,тако да је највероватније и овај храм рађен по једном од тих пројеката.
Црква није живописана, а иконостас је рађен и осликан истовремено са црквом.
Изнад улазних врата у храм записана су само године: „1924–1925. год.“